# Божићни пост
Божићни пост је један од четири вишедневна црквена поста. У православљу је по дужини трајања други по реду, након Васкршњег поста, а по строгости поста, блажи је од Васкршњег и Великогоспојинског поста.

## Историја Божићног поста у Православљу
Установљење Божићног поста, као и осталих вишедневних постова, односи се на рани период хришћанства. Језгро из којег се развио Божићни пост био је пост уочи празника Богојављења. Божић и Богојављење су првобитно чинили један празник. Дан који претходи Богојављењу, који данас зовемо Крстовданом, је у раној цркви био дан када је био потпуни пост. Као његов образац послужио је ранохришћански пасхални пост, који је значио уздржање од било какве хране и пића један или више дана. Раздвајањем Божића и Богојављења на два самостална празника, Божић је сачувао опће устројство богојављенског богослужења и добио је своје посебно навечерје (Бадњи дан), који је такође био дан потпуног поста. Након неког времена, пред Бадњи дан је установљено неколико дана поста, слично томе како је пред ранохришћанским пасхалним једнодневним или дводневним постом, већ у 4. вијеку, настао вишедневни Велики (Васкршњи) пост.
Свети Јован Златоусти у једној од својих проповиједи у Антиохији из 386., говори о припреми за Рођење Христово, која почиње пет дана пред празник: Ускоро долази празник, који је више од свих празника достојан поштовања и части и који са сигурношћу можемо назвати мајком свих празника... Увјерен сам да ће многи у тај дан сигурно доћи и приступити тој духовној Жртви. Стога, да нам то не би било на суд или на осуду, него на спасење душе наше, већ сада вас упозоравам и молим да се свако од вас очисти и потом приступи Светим тајнама. Нико да ми не каже: стидим се, савјест ми је пуна гријехова, носим тешко бреме. Период од ових пет дана је довољан за то да се очистиш од мноштва гријехова, ако будеш трезвен, ако се будеш молио и стражио.
Већ од 4. вијека и западни црквени писци помињу пост пред празник Рођења Христовог. Од 5. вијека на латинском западу постепено се развио обичај Адвента - периода припреме за празновање Божића, са посебним богослужењем, држањем поста и у 11. вијеку уведеном забраном вршења вјенчања у том периоду. На истоку се потпуно сагласна свједочанства о Божићном посту односе тек на 9. или 10. вијек. Пракса Цариграда и Палестине је ушла у основу касније православне традиције. У Цариграду се о посту пред Божић само успутно говори у Томосу сједињења, познатом саборском документу из 920. године, посвећеном проблему другобрачних, који је ушао у корпус канонског права Православне Цркве: ...дану Рођења Христа и Бога нашег претходи пост. Из текста се не сазнаје колико је пост трајао. Има и старијих текстова од Томоса сједињења, који помињу Божићни пост, као што су зборник канона који се приписују Светом Никифору Исповједнику, као и неки текстови који се приписују Анастасију Синаиту.
Из коментара Теодора Валсамона се зна да у његово вријеме (1140. - послије 1199.) нису били познати древни канони који помињу Божићни и Петровски пост. У коментару на 69. апостолско правило он говори: Примјећујемо из овог правила, да у строгом смислу ријећи, постоји само један 40-дневни пост, који се односи на Пасху - јер кад би било других, правило би их такође поменуло. Али, ако ми постимо такође и друге постове, који се односе на друге празнике: светих апостола, Успења Пресвете Богородице и Рођења Христовог, нећемо због тога да се стидимо.
Валсамон помиње и Ктиторске типиконе који су представљали документе различитих православних светих обитељи. У њима Божићни пост има 40-дневно трајање већ од краја 9. вијека. Тако се у Студитском ипотипосису из друге половине 9. вијека овај пост назива Филиповим - јер почиње дан након што Црква слави Светог апостола Филипа (у СПЦ 14. новембра по старом, црквеном или јулијанком календару, а по новом, тренутно тај дан пада 27. новембра). Самим тим, до Божића, то је 40 дана поста. Од друге половине Евергетидског типикона утврђују се правила о начину поста (која су приближно иста онима која налаже данашњи типик). Цариградски патријарси, који су се држали евергетидске праксе, сматрали су неопходним да се 40-дневни пост пропише за све хришћане. Тако је патријарх Лука Христоверг, сагласно Теодору Валсамону, пишући о овом питању, сматрао да је, будући да трајање Успенског и Божићног поста није указано никаквим писменим извором, потребно придравати се неписаног црквеног предања и држати пост пред Успењем послије 1. августа, а пред Божић послије 14. новембра.
Период Божићног поста није особити литургички период, као Велики пост. Божићни пост има више аскетску, него литургичку природу. Но, ипак се и у том посту у богослужењима издвајају одређене литургичке особености, које указују на предстојећи празник. Теме Божића се у богослужењима овог поста јављају постепено. На самом почетку поста, ни у једној богослужбеној пјесми или стихири се још увијек не помиње Божић, а онда, након пет дана, уочи празника Ваведења Пресвете Богородице, у ирмосима пјесмама канона слушамо прву најаву долазећег догађаја: Христос раждаетсја, славите! Од тог момента започиње промјена у богослужбеном ритму и устројству православног црквеног живота. На Никољдан, на јутрењу се пјевају посебне стихире са божићном тематиком. Двије недјеље пред Божић, Црква помиње Праоце и Оце: старозавјетне пророке и свете праведнике који су наговјештавали долазак Христов. На пет дана прије Божића, почиње претпразништво Рождества, чија је литургичка структура слична Страсној седмици пред Васкрс, јер је Божићем започето дјело спасења људи, по црквеном вјеровању.
У српској православној цркви су правила Божићног поста таква да се понедјељком, сриједом и петком пости на води (храна се припрема без уља), уторком и четвртком је дозвољено уље, што народ назива пост на уљу. Још блажи вид поста, у којем је дозвољено јести рибу и морске плодове је суботама и недјељама. Посљедњих седам дана поста постоје мање разлике у правилу, па је пост нешто строжи: понедељак, сриједа и петак су на води, а уторак, четвртак, субота и недјеља на уљу. Разлика је само у томе што се викендом не једе риба. Како је Бадњи дан посљедњи дан поста, ни тада се не једе риба. Код Срба који мање познају црквена правила, тај дан се углавном пости тако што се припрема риба, супротно црквеном правилу.
У Грчкој се пост код православаца који припадају већинској Атинској архиепископији, разликује од поста код православних Срба, јер су они по узору на запад, допустили да су и јаја и мљечни производи посни. Код њих се, као и у Бугарској, Румунији, цариградској, антиохијској и александријској патријаршији, Божић слави 25. децембра, по новом, а не по старом календару, тако да они Божић славе када и католици и протестанти. По старом календару Божић славе православни Срби, Руси, Македонци, Грузијци, Јерусалимска патријаршија, Света Гора (иако је њихов, цариградски патријарх, на новом календару), бројне неканонске православне цркве старокалендараца (у Грчкој, Бугарској, Румунији и по свијету), као и старокатолици.
У првом тому Етнографије Црне Горе Павле Ровински спомиње Мратинске покладе 14. новембра. У другом тому, пише да се прије Божића ређа 6 недјеља поста, који се назива Божићни или Филипов, јер почиње на дан Светог апостола Филипа (14. новембра, по јулијанском). Мада је тај пост почињао у Црној Гори од тога дана, посљедњи мрсни дан након њега називао се мратињски поклади, по имену Светог Мрата тј. Мартина, који долази 12. новембра (по католиком календару 11. новембра), а сам пост Божићни или Мратињски пост. Распрострањеност имена Мартин у Црној Гори се приписује западном утицају.

## Адвент у западним облицима хришћанства данас
И католици посте пред Божић, али је пост блажи, пошто је у вријеме поста код католика дозвољено јести јаја и мљечне производе. Католички Божићни пост је и временски краћи, а тај период се на западу назива Адвент. Он не почиње увијек истог датума, као код православних, него најраније почиње 27. новембра, а најкасније 3. децембра. Траје до Божића и као код православаца, посљедњи дан поста је Бадњи дан.